# Emeici

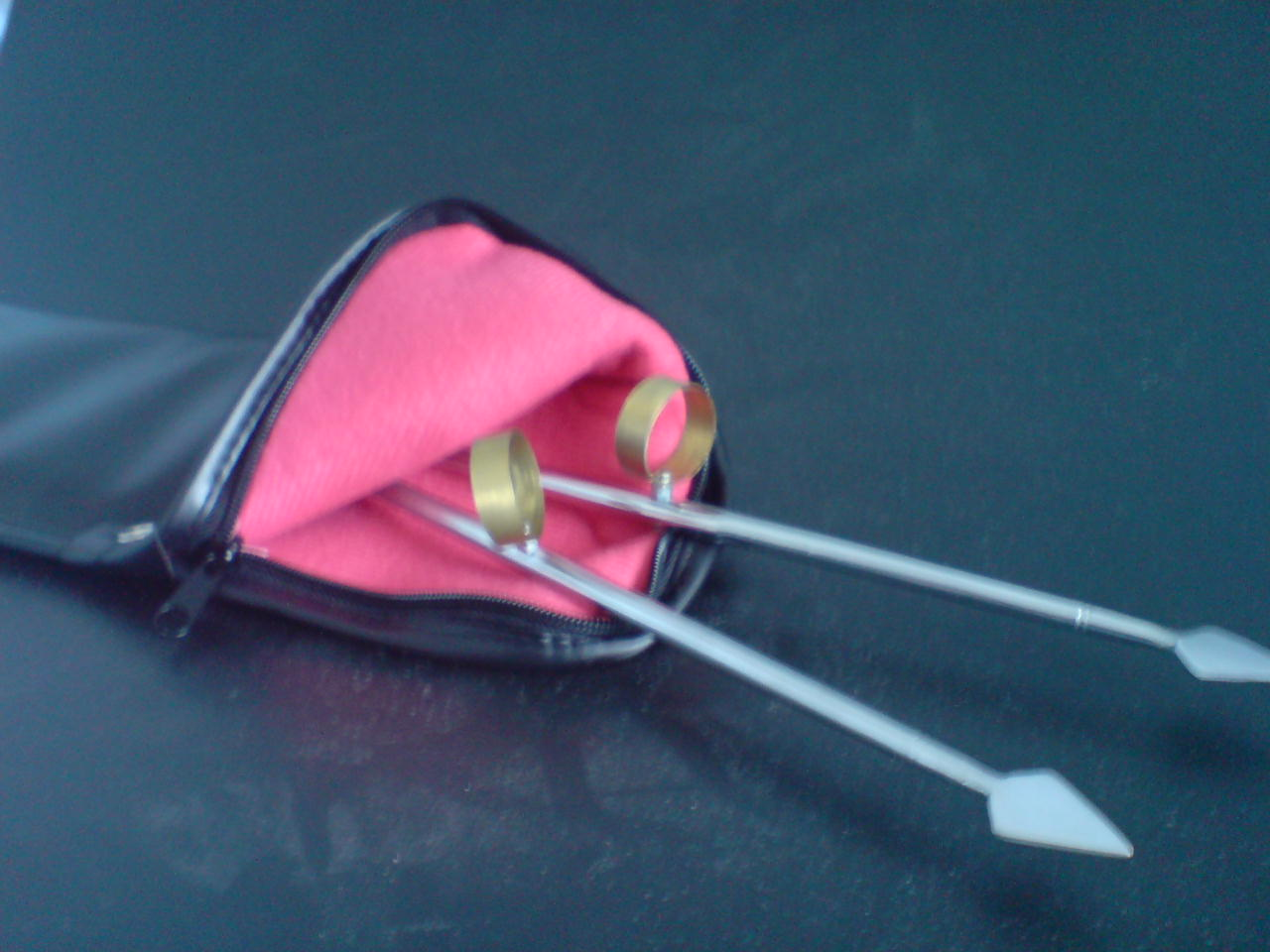
Agujas emei en una bolsa de viaje.

Emeici (峨嵋刺, puñales de Emei) es un arma blanca de las artes marciales de China similar a una larga aguja.

## Características
Estas armas consisten en una barra de metal con punta afilada, a veces con un anillo montado para manipularlas con un dedo. Usadas en el wushu, la idea general del uso de estas armas es hacerlas girar para distraer al oponente y atacar con velocidad en ataques sorpresa para apuñalarlo.